# 林口大峽谷
25°07′11″N 121°19′07″E / 25.119684°N 121.318558°E
林口大峽谷，又名林口水牛坑、林口黃牛大峽谷，位於臺灣新北市林口區嘉寶里下福海岸，原為嘉寶溪旁的山丘，遭長期盜採砂石而挖成峽谷，成為放牧地與觀光景點。

## 由來
林口為台地地形，沿海的台15線公路為林口山坡與海岸的分界。1995年有投書抱怨盜採砂石的非法業者就利用這條筆直寬廣的路面，在此路旁的坡地濫挖，然後再去引溪水到砂石場中洗砂，產生大量的黃泥汙水便直接放流海中，林口海邊就出現黃海奇觀。投書並說由於當地的下福分駐所拿不出解決方案，當地居民只好自組自衛隊，自行在台15線旁臨檢，凡是發現有廢土車駛入，便以肉身攔車。

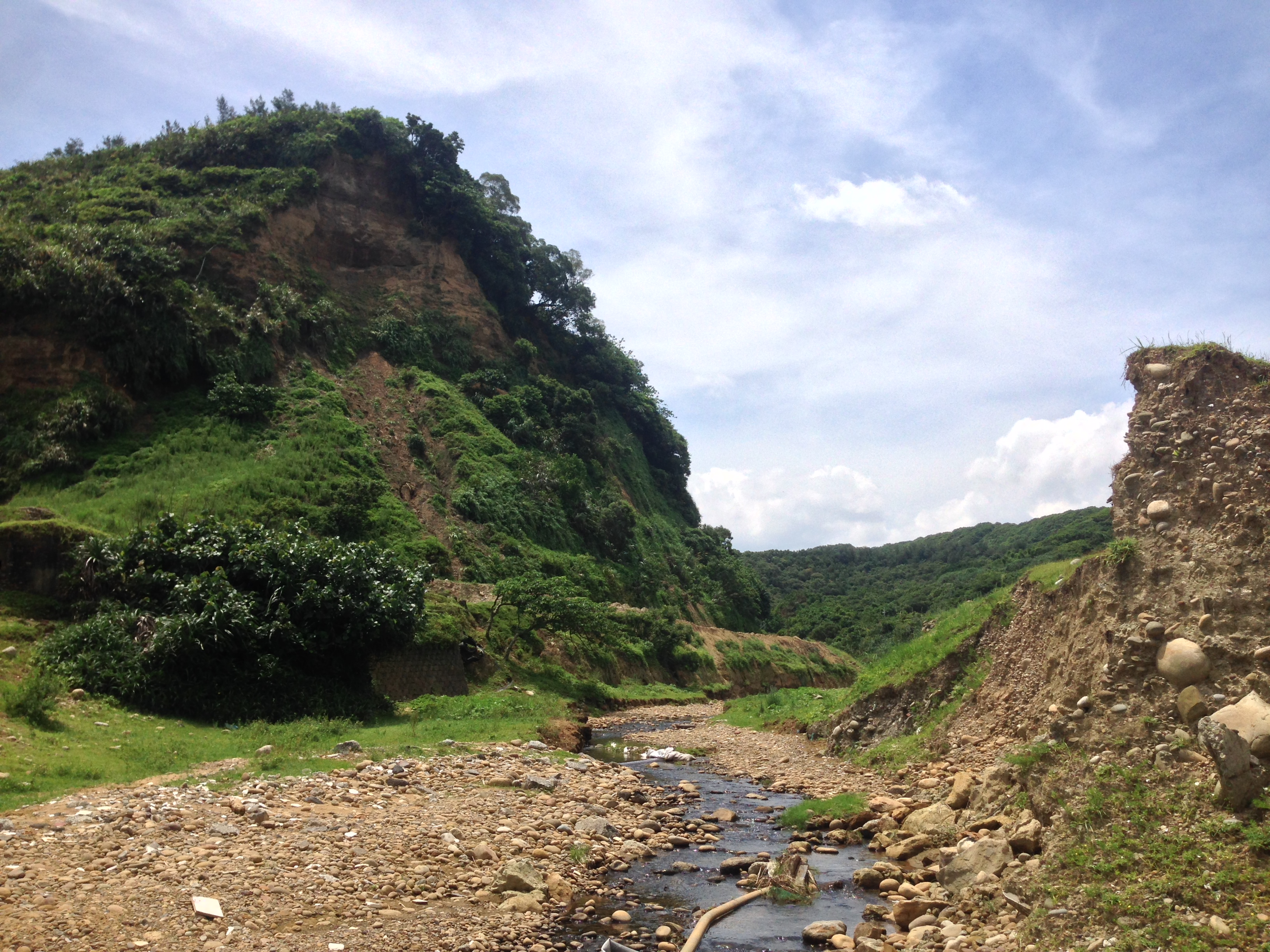
嘉寶溪

非法業者在林口嘉寶溪開立嘉寶砂石場，盜採該溪砂石，並在現場埋設暗管，排放洗石、碎石的泥水。嘉寶溪旁邊整座山丘挖得只剩下面對西濱公路的薄薄一片，於是居民戲稱此地為「大峽谷」。1998年11月5日，板橋地檢署檢察官陳銘祥率警、調人員赴該砂石場突擊取締，當場查獲砂石場負責人羅坤琿等九人，查扣六輛挖土機、堆高機。

## 觀光
在被濫挖後，此座位於嘉寶里下福海岸，介於林口發電廠與林口鎮南宮的峽谷，於下午時分，附近的牧場就會放出多頭黃牛來此吃草。峽谷特殊景觀加上牛群的畫面，在社群軟體廣為流傳，成了攝影新興景點，也吸引空拍機玩家。
該峽谷稱呼有「林口大峽谷」、「林口水牛坑」、「林口黃牛大峽谷」，及錯稱「八里水牛坑」。2016年6月，政府在台61線高架橋下、西濱南下14.2公里處增設免費停車場，提供100個停車格。民眾亦可搭公車F236到林投厝站下車來此。

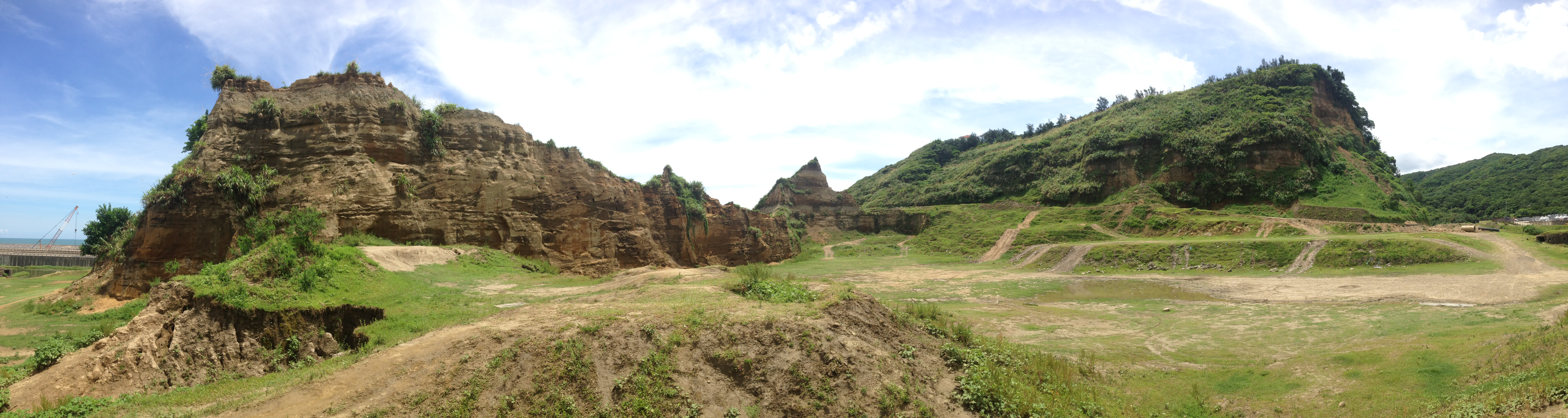
林口大峽谷全景

當地有建立遊憩區的聲浪，也建議延伸八里左岸自行車道至此，盼新北市府助發展林口海岸觀光。但2017年，交通部委託國立臺灣海洋大學評估後表示，不論採灘地整平或平面堤施工，長期都有遭長浪破壞、消波塊鬆動，以致維護成本過高等問題，甚至威脅高灘地民宅安全，評估不宜增設停車場或木棧道等休憩空間。
- 谷底
- 地層近照
- 碉堡與台61線高架橋